# René Bidal
René Bidal, né le 18 janvier 1960 à Béziers (Hérault), est un haut fonctionnaire français. Il est préfet hors classe et a été haut-commissaire de la République en Polynésie française de 2016 à 2019.

## Biographie

### Carrière
Après six ans de service actif dans la police nationale avec le grade commissaire puis de commissaire principal de police (1986-1992), René Bidal est détaché dans le Corps préfectoral en juillet 1992 où il effectuera une carrière de sous-préfet durant dix huit ans, dans huit affectations successives. Il a servi dans les départements :
- des Landes (directeur du cabinet du préfet 1992 - 1993) ;
- du Finistère (directeur du cabinet du préfet 1993 - 1996) ;
- de  l'Aveyron (secrétaire général de la préfecture 1996 - 1998) ;
- des Côtes-d'Armor (sous-préfet de Guingamp 1998 - 2000) ;
- de la Charente-Maritime (secrétaire général de la préfecture 2000 - 2003) ;
- des Hauts-de-Seine (directeur du cabinet du préfet 2003 - 2006) ;
- du Pas-de-Calais (sous-préfet de Béthune 2006 - 2008) ;
- du Rhône (secrétaire général de la préfecture 2008 - 2010).

Il est nommé préfet, au conseil des ministres du 1er avril 2010, dans le département des Hautes-Pyrénées (2010 - 2011) ;
puis, préfet des Pyrénées-Orientales (2011 - 2014) ;
puis, préfet de l'Eure (2014 - 2016).
Il est nommé Haut-commissaire de la République en Polynésie française, fonction dans laquelle il est installé le 30 mai 2016. Dans cette collectivité d'Outre-mer, sous statut d'autonomie, il représentera l'État durant trois ans, jusqu'en juin 2019.
En mai 2019, il est nommé préfet de Maine-et-Loire où il prend ses fonctions, le 10 juin 2019.
Le 28 octobre 2020, il est nommé préfet hors classe, vice-président du conseil supérieur de l'appui territorial et de l'évaluation (CSATE) à compter du 23 novembre 2020.

## Récompenses et distinctions

### Décorations
- Chevalier de la Légion d'honneur, le 13 juillet 2011
- Officier de l'ordre national du Mérite, le 15 novembre 2018
  -  Chevalier de l'ordre national du Mérite, le 14 novembre 2002[2]
- Officier de l'ordre des Palmes académiques, en janvier 2016
  -  Chevalier de l'ordre des Palmes académiques, en janvier 1996
- Chevalier de l'ordre du Mérite agricole
- Chevalier de l'ordre du Mérite maritime[3]
- Médaille d'honneur de la Police nationale
- Médaille de la jeunesse, des sports et de l'engagement associatif, bronze